# Christian Schiesser
Christian Schiesser (* 27. Dezember 1972 in Wien) ist ein österreichischer Schauspieler.

## Leben
Christian Schiesser schloss eine Schauspielausbildung 2014 mit dem staatlichen Schauspieldiplom ab. Zusätzlich nahm er an internationalen Workshops u. a. mit Susan Batson teil. Er wirkte in verschiedenen Film- und TV-Produktionen mit, u. a. in Wie ich lernte, bei mir selbst Kind zu sein (R: Rupert Henning), Kafka (R: David Schalko), Attack of the Lederhosenzombies (Dominik Hartl), Tatort - Krank (R: Rupert Henning) oder in der Krimiserie Soko Donau / Wien (R: Holger Barthel) mit. Er stand auch für verschiedene TV-Formate in Deutschland vor der Kamera.
Außerdem spielte Schiesser Rollen im Theater, „Yvan“ in Kunst (Yasmina Reza), Leroy in Rupert Hennings C(r)ash, George in Wer hat Angst vor Virginia Woolf, Zettel im Sommernachtstraum, Peter Shaffer´s Amadeus, Merlin (Merlin), Staschko (Krabat), Der Gute Geselle (Jedermann),  Axel (Der Pelikan), Joseph Garcin (Geschlossene Gesellschaft).
Christian Schiesser gründete 2020 die Forever Young Artists. Bei der ersten Produktion Jakob & Maria zeichnet Christian Schiesser als Drehbuchautor, Regisseur und Produzent verantwortlich und wurde bei verschiedenen Festival auch ausgezeichnet.
Vor seiner Schauspielausbildung war Christian Schiesser im Betrieb seiner Familie in der Weinkorkenproduktion tätig (Naturkorken) und lebte auch u. a. in Portugal. Außerdem war er Triathlet und absolvierte zwei Mal den Ironman Austria (Triathlon Langdistanz in Klagenfurt) und beendete 14 Marathons (u. a. den New York City Marathon).

## Filmografie (Auswahl)
- 2012: The Scaffold (Kurzfilm)
- 2015: In Gefahr – Ein verhängnisvoller Moment (Fernsehserie, 2 Episoden)
- 2015: Angriff der Lederhosenzombies, R: Dominik Hartl
- 2016: SOKO Donau / SOKO Wien (Fernsehserie, Folge: Der dritte Mann), R: Holger Barthel
- 2017: Refuge (Kurzfilm)
- 2018: Woodland Melody (Kurzfilm)
- 2019: Die Ruhe nach dem Sturm (Kurzfilm)
- 2019: Wie ich lernte, bei mir selbst Kind zu sein
- 2020: Tatort: Krank (Fernsehreihe), R: Rupert Henning
- 2021: Wer wir einmal sein wollten (Spielfilm), R: Özgür Anil
- 2024: Kafka (Fernsehserie), R: David Schalko

## Theater (Auszug)
- 2024: Bezahlt wird nicht, Theater Forum Schwechat (R: Marius R. Schiener)
- 2024: Der Diener zweier Herren, Festspiele Stockerau (R: Christian Spatzek)
- 2023: Volpone (R: Daniel Pascal)
- 2022: Kunst von Yasmina Reza (R: Ursula Ruhs)
- 2021: C(r)ash von Rupert Henning
- 2018–2019: Krabat (a.gon Theater, München, R: Stefan Zimmermann)
- 2019–2020: Der kleine Lord (a.gon Theater, München, R: Stefan Zimmermann)
- 2019: Amadeus  (Sommernachtskomödie Rosenburg, R: Marcus Ganser)
- 2018: Unter Geiern (Festspiele Burgrieden), R: Michael Müller
- 2016: Der Ölprinz (Festspiele Burgrieden)
- 2014–2015: Stegreif Klassik (Tschauner Bühne, Spielleiter Wolfgang Czeloth)